# Wrong Side of Heaven
«Wrong Side of Heaven» — сингл американського хеві метал гурту Five Finger Death Punch із їхнього четвертого студійного альбому «The Wrong Side of Heaven and the Righteous Side of Hell, Volume 1»; третя пісня в альбомі та загалом дев'ятнадцятий сингл колективу. Реліз відбувся 11 серпня 2014 року

## Передісторія
На доповнення до численних концертів на підтримку військових, колектив також хотів створити музичне відео, щоб допомогти збройних сил, які залишились без дому або стабільного доходу, публічно показати наслідки посттравматичного стресового розладу. Окрім того, гурт започаткував створення футболок «Ніхто не залишений напризволяще» («No One Gets Left Behind») щоб допомогти організаціям, згаданим у відео, створення яких фінансувалося за допомогою кампанії з краудфандингу Індіґоґо.
Вони також попросили сім'ї та друзів загиблих військових ветеранів поділитись ідентифікаційними жетонами щоб допомогти у підготовці меморіальної стіни, яка з часом мала бути розміщена в музеї на честь тих, хто служив.

## Реліз
Відео, режисером якого став Нік Петерсон, фокусується на проблемах, з якими стикаються ветерани збройних сил, зокрема: розлучення, відсутність домівки, відсутність допомоги від суспільства та наслідки посттравматичного стресового розладу.

## Список пісень
| #  | Назва                  | Тривалість |
| -- | ---------------------- | ---------- |
| 1. | «Wrong Side of Heaven» | 4:31       |

## Чарти
| Чарт (2014–15)                                 | Найвища позиція |
| ---------------------------------------------- | --------------- |
| США Bubbling Under Hot 100 Singles (Billboard) | 12              |
| США (Hot Rock Songs) (Billboard)               | 11              |
| 12                                             |                 |

| Чарт (2014)                   | Позиція |
| ----------------------------- | ------- |
| US Hot Rock Songs (Billboard) | 77      |
| Чарт (2014)                   | Позиція |
| US Hot Rock Songs (Billboard) | 87      |